# ОШ „Ната Јеличић” Шабац
ОШ „Ната Јеличић” једна је од основних школа у Шапцу. Налази се у улици Јеле Спиридоновић Савић 5.

## Историјат
После Другог светског рата развој града Шапца је ишао у том правцу да се становништво, па према томе и број деце, увећавао тако да су постојеће основне школе биле претесне да приме све полазнике у школу. Рат, сиромаштво, спаљен град и неразвијена индустрија учинили су да се дуго времена ништа није могло предузети. Године 1958, на иницијативу тадашњег Социјалистичког савеза радног народа Србије, на зборовима бирача донета је одлука да се граде две школе: „Лаза К. Лазаревић” и „Ната Јеличић”.
Почетак градње школске зграде био је 1959. на данашњој локацији, која је била неуређена и нерашчишћена и тада позната као „Партизанске баште”. У околини су се налазиле старе и оронуле куће, магацини, свињци, клозети, ђубришта, запуштена дворишта и остаци гробља, где је био сахрањен и Иво од Семберије. Овај терен захтевао је потпуно рашчишћавање и уређење дворишта и прилаза школи. 
Са радом је почела 1. септембра 1960. године, а свечано отварање обављено је у октобру месецу, када је председник општине предао школу на управљање првом вршиоцу дужности директора, Ивану Антонићу. Од шеснаест учионица кориштено је једанаест, док су остале прилагођене за друге намене. Петог септембра примљени су први ученици. Прва седница Наставничког већа одржана је у основној школи „Вук Караџић”. У првој години рада школе уписано је 1147 ученика, а завршило ју је 1117.